# Petrochelidon preussi
La golondrina de Preuss (Petrochelidon preussi) es una especie de ave paseriforme de la familia propia de África Occidental.
Se encuentra en Benín, Burkina Faso, Camerún, República Centroafricana, República del Congo, Costa de Marfil, Guinea Ecuatorial, Ghana, Guinea, Guinea-Bissau, Mali, Níger, Nigeria, Sierra Leona y Togo.